# Stjepan Bobek
Stjepan Bobek (3 tháng 12 năm 1923, tại Zagreb – 22 tháng 8 năm 2010, tại Beograd) là một cựu cầu thủ tiền đạo bóng đá và huấn luyện viên bóng đá người Serbia. Ông hiện tại là cầu thủ ghi nhiều bàn thắng thứ hai cho đội tuyển quốc gia Serbia với 38 bàn thắng (sau tiền đạo Aleksandar Mitrović).
Thường thi đấu ở vai trò tiền vệ trung tâm tiền đạo hoặc tấn công, Bobek nổi tiếng về kỹ thuật, tầm nhìn và khả năng ghi bàn của ông và thường được coi là một trong những cầu thủ vĩ đại nhất của Nam Tư. Ferenc Puskás đã từng nói: "Kỹ thuật của Bobek với quả bóng là không có gì sánh bằng, tôi không xấu hổ khi thừa nhận rằng, tôi đã cố gắng sao chép anh ấy. Anh ấy xử lý bóng như thần và gót chân sau của anh ấy là hoàn hảo. Anh ấy cho đến nay vẫn là một trong những nghệ sĩ bóng đá nổi tiếng nhất."